# Good Timin': Live at Knebworth England 1980

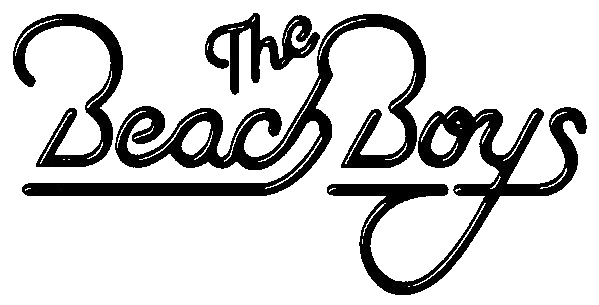
Logo de los Beach Boys

Good Timin': Live at Knebworth England 1980 es el cuarto álbum en vivo grabado el 21 de junio de 1980 durante un concierto en Kneworth, Reino Unido, por el grupo estadounidense The Beach Boys. Este es el único álbum en vivo en donde se encuentran los seis beach boys juntos, además fue la última gran actuación del grupo en dicho país.
Primero fue publicado en el Reino Unido en 2002 por Eagle Records y al año siguiente en los Estados Unidos por Brother Records. Existe una versión en DVD del concierto. El álbum incluyó una versión improvisada de "Happy Birthday" para Brian Wilson, cuyo cumpleaños había sido el día antes de que este concierto fuera realizado, esta pista está disponible solo en la versión de CD.
Aparte de The Beach Boys la banda incluyó a Bobby Figueroa en la batería y percusión, Ed Carter en guitarra, Joe Chemay en bajo y Mike Meros en los teclados.

## Lista de canciones
| N.º | Título                                                                              | Duración |  |
| 1.  | «Intro»                                                                             | 0:49     |  |
| 2.  | «California Girls» (Brian Wilson y Mike Love)                                       | 3:10     |  |
| 3.  | «Sloop John B» (Trad. Arr. Brian Wilson)                                            | 3:04     |  |
| 4.  | «Darlin'» (Brian Wilson y Mike Love)                                                | 2:37     |  |
| 5.  | «School Days» (Chuck Berry)                                                         | 3:26     |  |
| 6.  | «God Only Knows» (Brian Wilson y Tony Asher)                                        | 2:51     |  |
| 7.  | «Be True To Your School» (Brian Wilson y Mike Love)                                 | 2:27     |  |
| 8.  | «Do It Again» (Brian Wilson y Mike Love)                                            | 3:08     |  |
| 9.  | «Little Deuce Coupe» (Brian Wilson y Roger Christian)                               | 2:14     |  |
| 10. | «Cotton Fields/Heroes & Villains» (Huddie Ledbetter, Brian Wilson y Van Dyke Parks) | 5:19     |  |
| 11. | «Happy Birthday Brian» (Todos le cantan el feliz cumpleaños a Brian)                | 1:25     |  |
| 12. | «Keepin' The Summer Alive» (Carl Wilson y Randy Bachman)                            | 3:42     |  |
| 13. | «Lady Lynda» (Al Jardine y Ron Altbach)                                             | 5:01     |  |
| 14. | «Surfer Girl» (Brian Wilson)                                                        | 2:39     |  |
| 15. | «Help Me, Rhonda» (Brian Wilson y Mike Love)                                        | 4:05     |  |
| 16. | «Rock and Roll Music» (Chuck Berry)                                                 | 2:22     |  |
| 17. | «I Get Around» (Brian Wilson y Mike Love)                                           | 2:14     |  |
| 18. | «Surfin' USA» (Brian Wilson y Chuck Berry)                                          | 2:54     |  |
| 19. | «You are so beautiful» (Billy Preston y Fisher[1])                                  | 3:13     |  |
| 20. | «Good Vibrations» (Brian Wilson y Mike Love)                                        | 6:03     |  |
| 21. | «Barbara Ann» (Fred Fassert)                                                        | 2:46     |  |
| 22. | «Fun, Fun, Fun» (Brian Wilson y Mike Love)                                          | 4:49     |  |

[1] Dennis Wilson no fue acreditado.
- En la versión de DVD "Happy Birthday Brian" fue eliminado.

## Créditos
The Beach Boys
- Al Jardine: Guitarra y vocal
- Bruce Johnston: Bajo, piano (eléctrico), vocal, productor y productor de grabación
- Mike Love: Vocal y pandereta
- Brian Wilson: Piano, piano (eléctrico) y vocal
- Carl Wilson: Guitarra y vocal
- Dennis Wilson: Piano, batería y vocal

Músicos de apoyo
- Ed Carter: Guitarra
- Joe Chemay: Bajo y vocal
- Bobby Figueroa: Percusión, batería y vocal
- Mike Meros: Órgano, piano y piano (eléctrico)

Otros
- Mike Sykes: Ingeniero
- Steve Desper: Ingeniero
- Robbie Owen: Investigador
- Michael Heatley: Investigador
- Mike Grant Liner: Notas